# ریزساختار

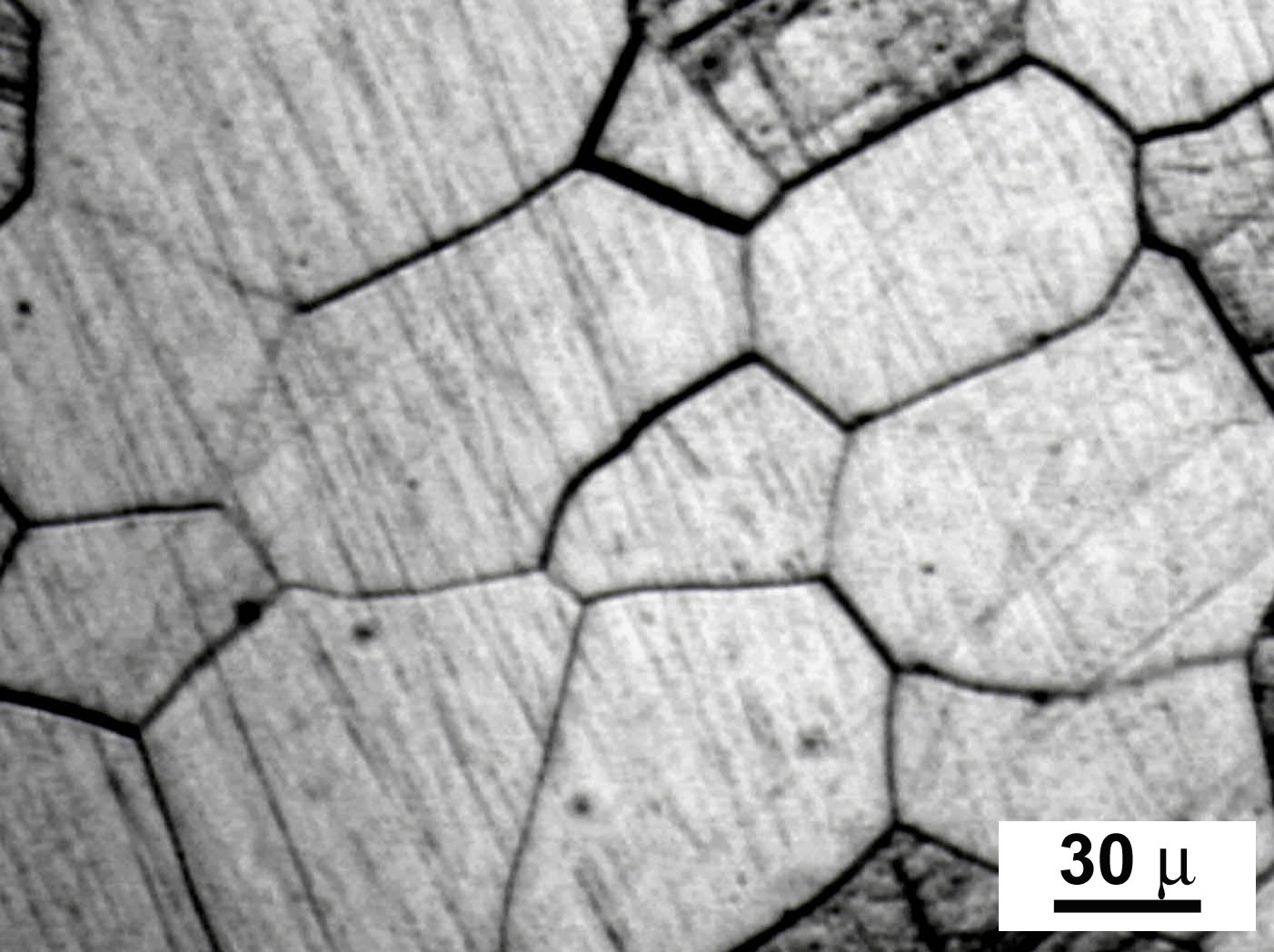
ریزساختار آلیاژ VT22 کوئنچ و اچ شده زیر میکروسکوپ نوری بازتابی

ریزساختار (به انگلیسی: Microstructure) مشخصات مشاهده‌شده از ساختار مواد توسط میکروسکوپ در بازهٔ (۱۰۰۰–۰٫۱ میکرومتر)، است. ریزساختار یک ماده (مانند فلزات، پلیمرها، سرامیک یا کامپوزیت‌ها) می‌تواند بر روی خواص فیزیکی مانند قدرت، چقرمگی، انعطاف‌پذیری، سختی، مقاومت در برابر خوردگی، رفتار در درجه حرارت بالا / پایین یا مقاومت در برابر سایش تأثیر بگذارد. این خواص به نوبه خود کاربرد این ماده را در فرایند صنعتی را کنترل می‌کند. به عبارت دیگر، ساختار کریستالی شکل ظاهری مواد را در مقیاس طول اتمی توصیف می‌کند و ریزساختار ظاهر مواد در مقیاس طول nm-cm توصیف می‌کند. یک تعریف عملی مناسب از ریزساختار عبارت است از:" ترتیب فازها و نقص هادر یک ماده.

## شکل گیری ریزساختارها
ریزساختار هااز طریق فرآیندهای مختلفی تشکیل می‌شوند. ریزساختار در اکثر مواقع زمانی که یک ماده تحت تحول فازی تغییر دما یا فشار (به عنوان مثال، ذوب شدن به جامد در خنک‌کننده) باشد، به وجود می‌آید. ریزساختارها می‌توانند از طریق تغییر شکل یا پردازش مواد (به عنوان مثال نورد، فشار، جوشکاری) به وجود بیایند. در نهایت، ریزساختارها را می‌توان با به‌طور مصنوعی باترکیب کردن مواد مختلف برای تشکیل مواد کامپوزیتی (به عنوان مثال پلاستیک تقویت شده با کربن) ایجاد کرد.

## مشاهده ریز ساختار بدون میکروسکوپ
با کمک یک آزمایش ساده می‌توان ساختاری قابل مشاهده با چشم غیر مسلح ایجاد کرد:
آلیاژ سرب با قلع (قلع حدود ۳۵٪)را با یک چراغ بونزن در یک ظرف فولادی گرم می‌کنیم تا ذوب شود. علاوه بر کلوفون، اکسید سطحی آزاد می‌شود (سرباره‌های حاصل از آن کنار می‌گذاریم). حالا اجازه دهید که ذوب آهسته خنک شود، کریستالیزاسیون و ریزساختار را می‌توان به‌طور مستقیم مشاهده کرد.

## بررسی دقیق ریزساختارها
وقتی یک سطح صاف سوهان زده ریزساختار خود را نمایان کند برای ثبت اطلاعات از عکاسی در حالت ماکرو استفاده می‌کنیم، که البته معمولاً چنین اتفاقی نمی‌افتد و ما باید از روش‌های پیچیده تری مانند میکروسکوپ‌های نوری، الکترونی، اشعه xو … استفاده کنیم. بعضی از این روش‌ها مراحل آماده سازی مثل برش زدن، سمباده زنی و… دارد که به تمام فعالیت‌هایی که برای آماده‌سازی نمونه انجام می‌دهیم متالوگرافی می‌گویند.

### با استفاده از x-ray
یکی از چالش‌های ما گرفتن تست غیرمخرب از ریزساختار مواد بیولوژیکی است و راه حل جاری آن میکرو سی تی است. در واقع، میکرو سی تی را می‌توان برای ارزیابی ریز ساختار بسیاری از مواد دیگر نیز استفاده کرد. میکرو سی تی می‌تواند بسیار گران باشد، و همچنین برای اهداف تحقیقاتی ایجاد یک ریز ساختار سه بعدی از تصاویر متقاطع دو بعدی مواد برای بررسی با میکرو سی تی ضروری است. این بحث همچنان در حال بررسی می‌باشد و توسط بسیاری از دانشمندان دنبال می‌شود.

### با استفاده از میکروسکوپ الکترونی
برای اطلاعات با وضوح بالا در مورد ریزساختارها در متالورژی، می‌توان از روش‌های بررسی با میکروسکوپ‌های الکترونی استفاده کرد. این می‌تواند به بررسی مستقیم مقیاس‌های اتمی مانند نابه جایی‌ها و یا مرز دانه باشد. چنین روش‌هایی ممکن است در تعیین پارامترهای مانند نفوذ در حالت جامد حیاتی باشد.

### بررسی با استفاده از میکروسکوپ نیروی اتمی
میکروسکوپ نیروی اتمی یک روش قدرتمند است که برای مطالعه خواص سطحی مواد استفاده می‌شود. این روش متکی بر تعاملاتی است که می‌تواند بین سطح یک ماده و نوک خیلی نازک (به‌طور مطلق قطر یک اتم) میکروسکوپ نیروی اتمی مشاهده شود. این نوک بر روی یک لنگر نصب شده‌است که با توجه به بار، توپوگرافی یا ترکیب سطح، در جهت خاص حرکت می‌کند. اطلاعات دریافت شده می‌توانند اطلاعات درون توپوگرافی مواد، ابعاد ذرات معینی، تعامل بین مولکول‌های مختلف، خواص مکانیکی نمونه (آزمون خمش با استفاده از میکروسکوپ نیروی اتمی) و همچنین سایر خصوصیات مانند خواص الکتریکی و مغناطیسی باشد.
وضوح این تکنیک یکی از بهترین ازروش‌های است که می‌توانید با استفاده از آن به ریزساختاردست یابید. در واقع، بر خلاف سایر تکنیک‌های میکروسکوپ الکترونی مانند میکروسکوپ الکترونی روبشی، STM و غیره، میکروسکوپ نیروی اتمی یک وضوح در محدوده آنگستروم فراهم می‌کند؛ بنابراین این روش برای مطالعه نانومواد مناسب است و گاهی اوقات به عنوان یک روش حل مساِل تک اتم شناخته می‌شود. یکی دیگر از مزیت‌های بزرگ این تکنیک، آماده‌سازی نمونه‌ای است که مورد نیاز است.
فرایند جمع‌آوری داده در این روش، بسیار ساده است. حرکات کنسول با استفاده از یک آشکارساز عکس و یک لیزر که توسط کنتاکتور انحراف داده می‌شود ثبت می‌شود. این حرکات باعث تغییر در ولتاژ فوتو تست می‌شود که این سیگنال را به یک تصویر تبدیل می‌کند.

## توسعه در شناخت ریز ساختارها
یک مشکل طولانی در تحقیقات علم مواد، فقدان مدل‌سازی مناسب برای پیش‌بینی ساختار ریزساختار مواد پس از پردازش است. رابطه بین ریزساختار و خواص فیزیکی زمانی بهتر درک می‌شود که فهمید قدرت، خواص و خواص الکترومغناطیسی مواد به شدت وابسته به ریزساختار مانند اندازه دانه، مرفولوژی مرز دانه و توزیع جهت بافت است. به همین دلیل یک درک پایه‌ای از توسعه ریزساختار به منظور تسهیل توسعه نسل‌های آینده مهندسی مواد اهمیت زیادی دارد. به‌طور کلی، پیشرفت‌های جدید در درک و مدل‌سازی ریزساختار به‌طور مستقیم از ظهور تکنیک‌های تجربی پیروی می‌کند. تحولات جدید در میکروسکوپ نوری منجر به اولین تأیید لغزش در امتداد خطوط کریستالوگرافی به عنوان مکانیسم تغییر شکل پلاستیک شد. پیشرفتهای بیشتر با وجود میکروسکوپ الکترونی صورت گرفت. برای اولین بار ریزساختار از دانه به سطح جابجایی مشاهده شد. نتیجه این تکنیک‌های تجربی جدید، کار نظری روی پویایی حرکت جابجایی و جنبشی هسته‌ای و رشد دانه بود. اگر چه این تکنیک‌ها مواد علمی را از هنر سیاه به رشته‌ای علمی آورده‌است، اما هنوزمشکلاتی هم درتکنیک‌های توصیفی موجود در حال حاضر که مانع پیشرفت بعدی در مدل‌سازی ریز ساختارها شده‌اند، وجود دارد. معایب اصلی روش‌های میکروسکوپی سنتی (نوری، SEM، TEM و غیره) این است که آن‌ها عمدتاً ویژگی‌های سطح را اندازه‌گیری می‌کنند و قادر به بررسی عمیق ریز ساختارها نیستند.